# Sebastián Eguren

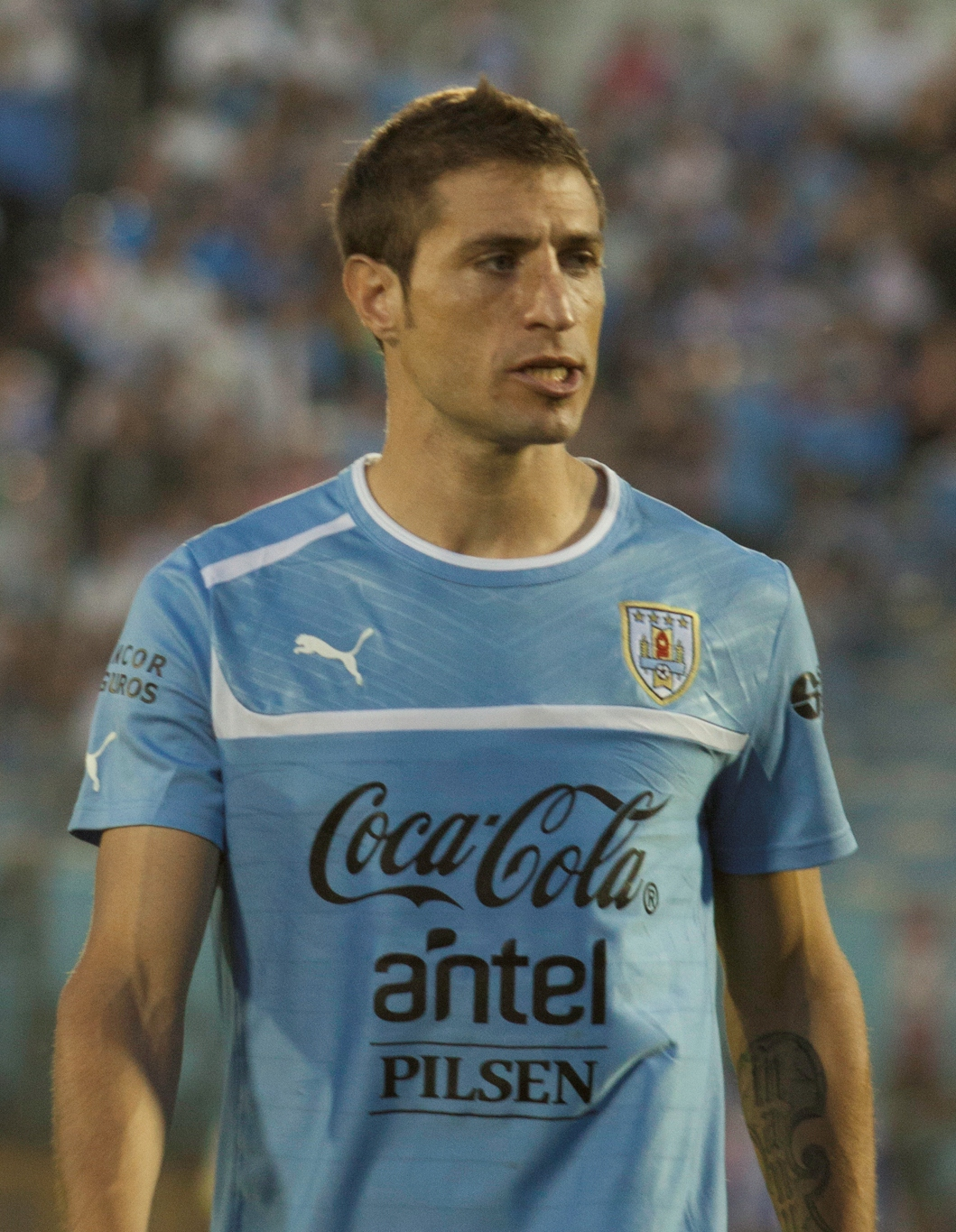
Eguren na seleção Uruguaia durante as Eliminatórias Sul-americanas para a Copa do Mundo de 2014.

Sebastián Eguren Ledesma[carece de fontes?], conhecido simplesmente como Eguren (Montevidéu, 8 de janeiro de 1981[carece de fontes?]) é um ex-futebolista uruguaio, naturalizado sueco, que exercia a função de volante. Seu último clube profissional foi o Nacional.
Integrou o elenco da Seleção Uruguaia de Futebol que disputou a Copa do Mundo FIFA de 2010 e a Copa das Confederações de 2013.

## Carreira
Sebastián Eguren foi um experiente volante com impressionante precisão nos desarmes, grande movimentação e excelente posicionamento podendo ajudar o time também no jogo aéreo.
Surgido das divisões de base do Montevideo Wanderers, no qual estreou com 18 anos, destacou-se tão rapidamente que Víctor Púa o convocou e escalou pela Celeste na Copa América de 2001. Mesmo assim, não jogou as eliminatórias para a Coreia/Japão 2002 nem a Copa do Mundo da FIFA em si.
Em 2003 foi contratado pelo Nacional, mas também disputou a última partida com a seleção em cinco anos, já que nem Juan Ramón Carrasco nem Jorge Fossati o convocaram. Em 2004, deu positivo no antidoping após um jogo da Copa Libertadores, mas retornou seis meses depois em um bom nível, conseguindo dar o salto ao futebol europeu.
"Sebá" completou o renascer futebolístico em 2008, convencendo Oscar Tabárez a lhe dar uma oportunidade que soube aproveitar nas eliminatórias para a África do Sul 2010: jogou 10 partidas, entre elas a repescagem contra a Costa Rica.
Eguren só jogou uma partida do Mundial. Na Copa América 2011, apesar de reserva, ingressou em cinco dos seis jogos a caminho do título. É verdade que vem atuando pouco nas eliminatórias para o Brasil 2014, mas está quase sempre nas convocações de Tabárez.
O uruguaio confessou, em entrevista recente, que sua vinda foi motivada pelas poucas oportunidades recebidas no Libertad, onde era apenas uma opção a Pablo Guiñazú. Fez sua estreia pelo Palmeiras no dia 02 de Agosto, contra o Bragantino, na vitória por 2x1 e marcou seu primeiro gol contra o Avaí no dia 17 de setembro, na vitória por 4x2.
Em 2015, após ser dispensado do Palmeiras, Eguren acertou por 1 ano, com o Colón. Em 2016 voltaria ao Uruguai para atuar pelo Nacional, por onde atuou por seis meses até anunciar a sua aposentadoria e integrar a comissão técnica ao lado do então treinador Martín Lasarte.

## Vida pessoal
Casado com uma sueca e pai de dois filhos, Eguren é um atleta diferenciado: além do refinados gostos musical, encabeçado por artistas como Bob Dylan e Pink Floyd, e literário, o volante é fã dos seus compatriotas Eduardo Galeano e Mario Benedetti, Eguren fala com desenvoltura sobre política. O atleta se diz fã do presidente uruguaio José Mujica e fala abertamente sobre a legalização da maconha, que, para ele, através de tal, com o fim do tráfico, significaria ressarcimento ao Estado.

## Títulos

### Clubes
Montevideo Wanderers
- Segunda División Profesional de Uruguay: 2000
- Liguilla Pre-Libertadores de América: 2001

Rosenborg
- Tippeligaen: 2006

Hammarby
- Copa Intertoto da UEFA: 2007

AIK
- Supercopa da Suécia: 2010

Libertad
- Campeonato Paraguaio de Futebol: 2012 (Clausura)

Palmeiras
- Campeonato Brasileiro - Série B: 2013

### Seleção
Seleção Uruguaia
- Copa América: 2011